# مایک بلفیلد
مایک بلفیلد (انگلیسی: Mike Belfield؛ زادهٔ ۱۰ ژوئن ۱۹۶۱) بازیکن فوتبال اهل بریتانیا است.
از باشگاه‌هایی که در آن بازی کرده‌است می‌توان به باشگاه فوتبال ویمبلدون اشاره کرد.